# Pingalla gilberti
Pingalla gilberti é uma espécie de peixe da família Terapontidae.
É endémica da Austrália.